# Superflex (artisti)

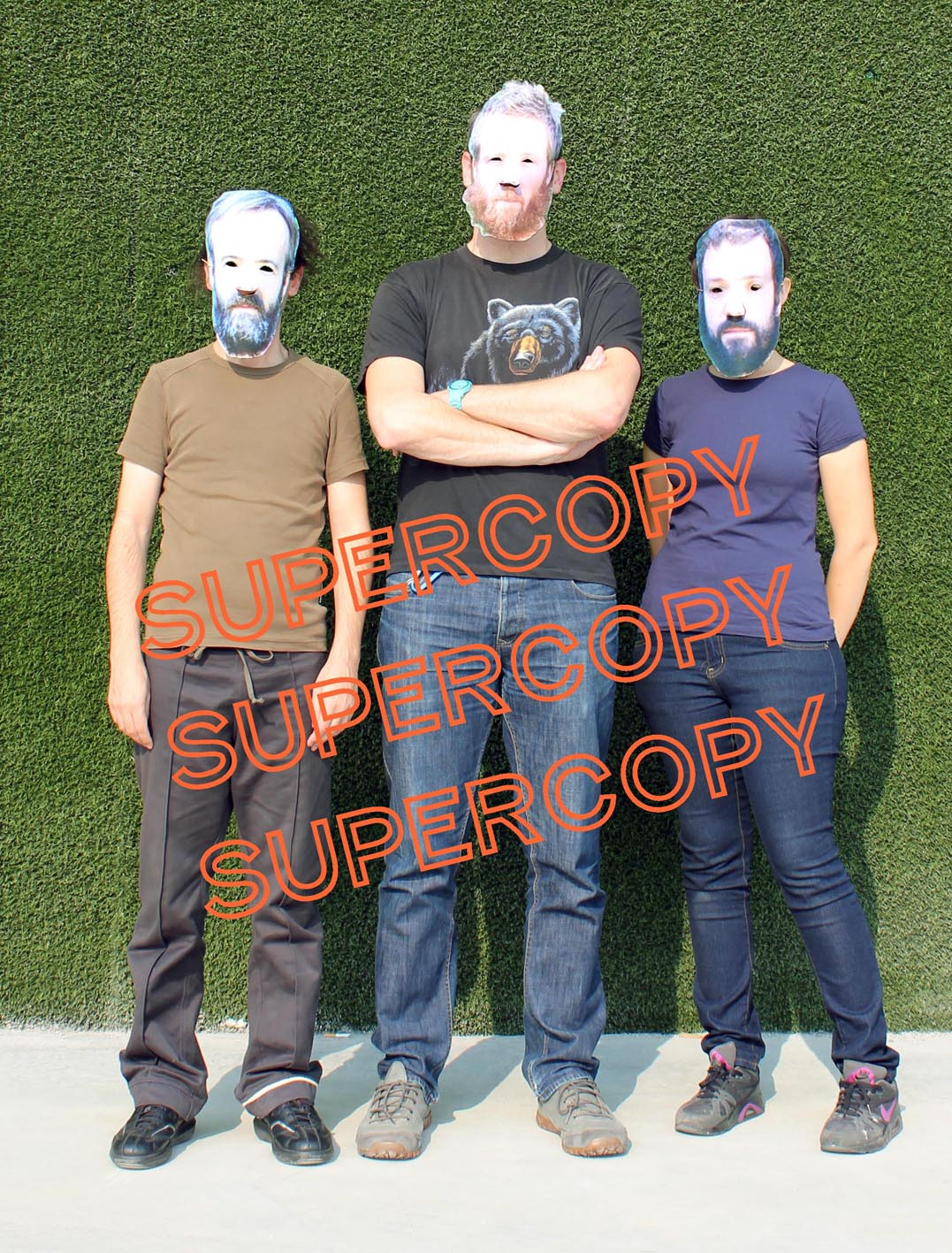
Superflex, Supercopy (2011)

Superflex è un gruppo di artisti danese fondato a Copenaghen nel 1993. I tre membri del gruppo sono Bjørnstjerne Reuter Christiansen Bor (1969), Jakob Fenger (1968) e Rasmus Nielsen (1969), che si sono formati presso l'Accademia delle belle arti di Copenaghen. Essi aspirano a coordinare diversi campi culturali di lavoro fra cui le arti visive, la musica e la progettazione.

## Temi trattati

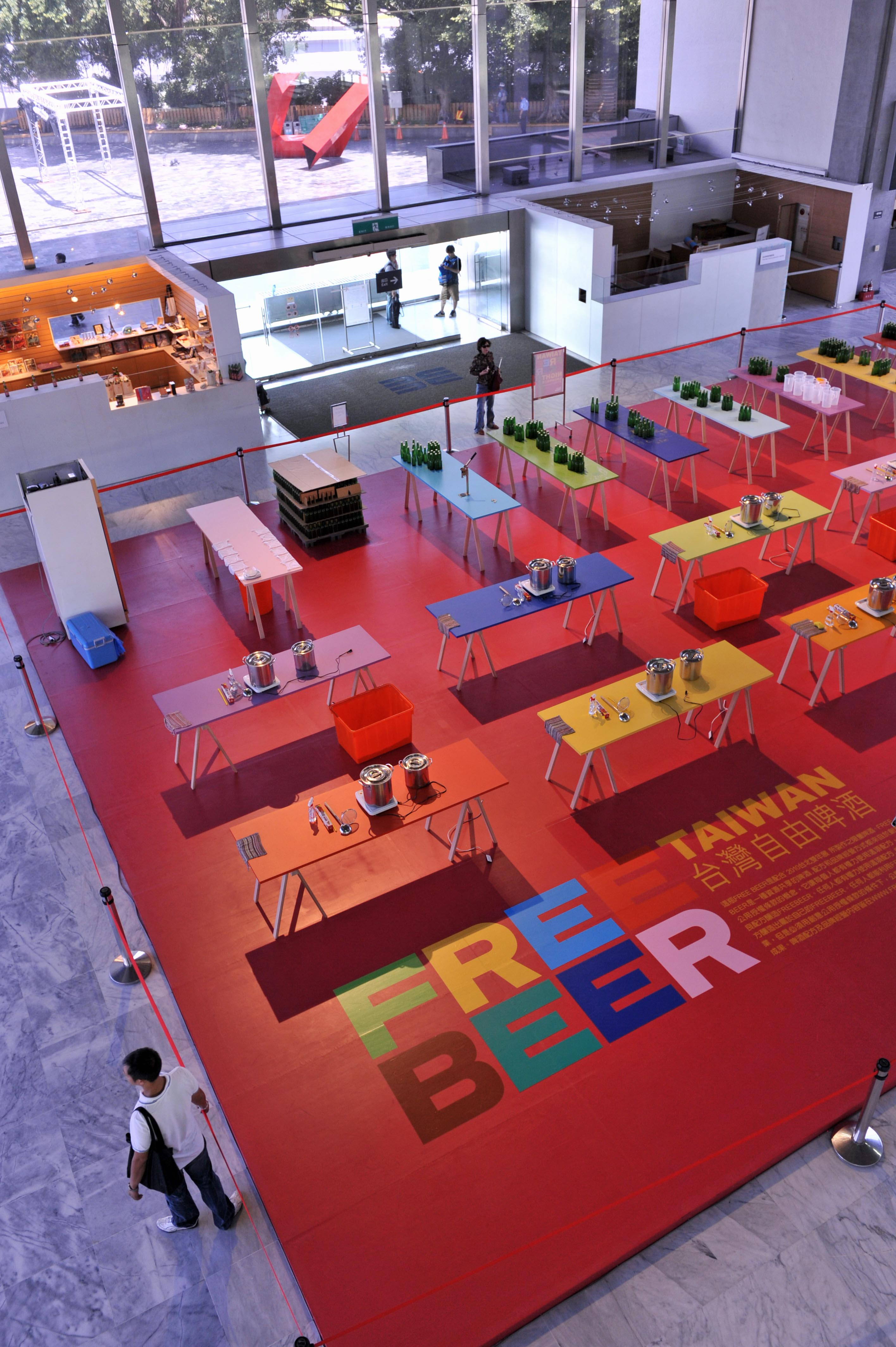
Superflex, Free Beer Factory (2010)

Il gruppo Superflex è strutturato come una rete i cui membri lavorano, secondo le loro intenzioni, in modo "rizomatico" in cui non esiste una pianificazione procedurale lineare, gerarchica, ma uno scambio di conoscenze e condizioni.
Il gruppo Superflex ha scelto di finalizzare la sua attività artistica a una particolare forma di integrazione socio-economica. Il collettivo predilige il campo dell'arte in quanto offre innumerevoli possibilità di sperimentare soluzioni tecniche anticonvenzionali e di focalizzarsi su diversi temi e discorsi andando oltre le semplici problematizzazioni. Il gruppo danese vuole che l'arte abbia una chiara rilevanza sociale e si assuma ogni responsabilità delle conseguenze. I membri di Superflex si impegnano in iniziative rivolte a singoli individui o gruppi di persone che si aspettano giungere a risultati concreti. Il gruppo dà al dibattito una posizione di primaria importanza e ritiene che sia importante avere l'opportunità di entrare in dialogo con altre persone proponendo più posizioni ideologiche fra loro divergenti. In una situazione come questa, le reazioni negative possono diventare una parte importante del modo in cui il progetto si sviluppa ed esso potrebbe diventare un successo quando diviene parte di un dibattito pubblico. Il gruppo Superflex considera "la sfera interumana come l'area di produzione e in cui esercitano le loro attività".
I Superflex definiscono "strumenti" i loro progetti e li considerano dei modelli o delle proposte che possono essere utilizzate attivamente e che può anche essere modificata dall'utente. In questo senso, Nicolas Bourriaud ritiene che "la sua strategia formale sia quella di fornire (inizialmente) questi strumenti nel contesto del mondo dell'arte". Lo strumento dovrebbe essere condiviso da quante più persone possibili per dimostrare la sua necessità e la sua massima efficacia." Gli strumenti, pertanto, sarebbero delle idee circa le strutture sottostanti, di come le cose possono essere differenti se si riesce a cambiare la situazione in maniera ingegnosa, e dopo fai un passo indietro per vedere i risultati. Applicato in una sala di arte, la messa a fuoco deve essere allo stesso modo radicata in termini di che cosa e come si destreggiano le cose. Significa cambiare lo scopo degli spazi col fine di investigare nuove possibilità, adottando ed adattando la metodologia dei Superflex.

## Filmografia
- Modern Times Forever (2011)